# 赫斯冰川
67°13′S 65°5′W / 67.217°S 65.083°W
赫斯冰川（德語：Hess-Gletscher），是南極洲的冰川，位於葛拉漢地的弗因海岸，全長9.3公里，終點在莫尼耶角西南面19公里，在1947年由英國研究隊繪入地圖，以德國的冰川學家命名，現時由南極條約體系管理。